# L'abisso (Huysmans)
L'abisso (Là-bas) è un romanzo di Joris-Karl Huysmans pubblicato nel 1891. Occupa un posto privilegiato nella sua opera dato che precede di poco la sua conversione al cattolicesimo. Con questo libro Huysmans rompe definitivamente con il naturalismo e mette in scena, per la prima volta, il personaggio di Durtal, verosimilmente alter ego dell'autore, che sarà il protagonista dei romanzi seguenti.

## Trama
Il protagonista Durtal, un mediocre autore parigino, conduce un'inchiesta su Gilles de Rais che, nel XV secolo, fu accusato d'aver violentato e torturato decine di bambini. Queste indagini esercitano uno strano fascino su madame Chantelouve, che ben presto si innamora dello scrittore e diviene la sua amante. Fedele di Satana, ella apprende da lui che, a Parigi, continuano a essere celebrate delle messe nere. Durtal allora si avvicina al satanismo, conversa con i suoi amici di occultismo, d'astrologia, di spiritismo, di magia.